# El carro de Père Junier
El carro de Père Junier es una pintura al óleo sobre tela de 97 cm × 129 cm realizada en 1908 por el pintor francés Henri Rousseau.
Se conserva en el Museo de la Orangerie de París.

## Descripción
El hombre que mantiene firmemente las riendas es Claude Junier (1857-1932) con su familia, su esposa Anna, su sobrina y la hija de esta última, y sus animales de compañía (tres perros y una yegua llamada Rose). El otro hombre con un sombrero de paja es el propio Rousseau. Los Junier tenían una tienda de comestibles en el barrio y eran vecinos y amigos del pintor. Sin duda, fueron ellos quienes le encargaron su retrato. Claude también era entrenador de caballos y estaba especialmente orgulloso de su yegua blanca, Rose.
El grupo de personajes está perfectamente inmóvil y silencioso como en una placa fotográfica. El fondo de amplia perspectiva es una avenida urbana, excepcionalmente grande y extrañamente desierta. Rousseau empleó fotografías a partir de las cuales recompuso la escena a su gusto.

## Exposiciones
- Apollinaire crítico de arte, Pabellón de los Artes, París, 1993 — n°108.